# اینترلوکین ۷
اینترلوکین ۷ (انگلیسی: Interleukin 7)یکی از اینترلوکینهای مهم بدن است که از گلبولهای سفید ترشح می‌شود و در پاسخهای التهابی و ایمنی نقش دارد. اینترلوکین هفت از سلولهای بافت زمینه‌ای مغز استخوان و تیموس ترشح می‌شود و بر سلولهای پیش‌ساز لنفوسیت مؤثر است. این اینترلوکین همچنین از سلولهای کراتینوسیت ، سلول‌های دندریتیک ، هپاتوسیت و یاخته‌های عصبی ترشح میدهد.این سایتوکین یک عامل رشد خونسازی است و اصلیترین کارکرد آن تمایز و تولید سریعتر لنفوسیتهای بی و تی است.